# Nuoto ai campionati europei di nuoto 2022 - 200 metri rana maschili
La gara dei 200 metri rana maschili dei campionati europei di nuoto 2022 si è svolta il 13 e il 14 agosto 2022. Al mattino del 13 agosto si sono svolte le batterie e nel pomeriggio le semifinali, mentre la finale si è disputata nel pomeriggio del 14 agosto.

## Podio
| Pos.    | Atleta         | Nazione     |
| ------- | -------------- | ----------- |
| Oro     | James Wilby    | Regno Unito |
| Argento | Matti Mattsson | Finlandia   |
| Bronzo  | Luca Pizzini   | Italia      |

## Record
Prima della manifestazione il record del mondo (RM), il record europeo (EU) e il record dei campionati (RC) erano i seguenti.
|  | 2'05"95 | Zac Stubblety-Cook | 19 maggio 2022 Adelaide |
|  | 2'06"12 | Anton Čupkov       | 26 luglio 2019 Gwangju  |
|  | 2'06"80 | Anton Čupkov       | 6 agosto 2018 Glasgow   |

Durante la competizione non sono stati migliorati record.

## Risultati

### Batterie
| Pos. | Batteria | Corsia | Atleta                | Nazionalità   | Tempo        | Note |
| ---- | -------- | ------ | --------------------- | ------------- | ------------ | ---- |
| 1    | 4        | 6      | Matěj Zábojník        | Rep. Ceca     | 2'11"16      | Q    |
| 2    | 3        | 4      | Matti Mattsson        | Finlandia     | 2'11"51      | Q    |
| 3    | 4        | 5      | Anton Sveinn McKee    | Islanda       | 2'11"82      | Q    |
| 4    | 3        | 8      | Gabriel Lopes         | Portogallo    | 2'11"92      | Q    |
| 5    | 3        | 5      | Andrius Šidlauskas    | Lituania      | 2'12"47      | Q    |
| 6    | 3        | 3      | Dawid Wiekiera        | Polonia       | 2'12"50      | Q    |
| 7    | 4        | 2      | Darragh Greene        | Irlanda       | 2'12"53      | Q    |
| 8    | 4        | 3      | Lyubomir Epitropov    | Bulgaria      | 2'12"56      | Q    |
| 9    | 3        | 1      | Maksym Ovchinnikov    | Ucraina       | 2'12"69      | Q    |
| 10   | 2        | 3      | Luca Pizzini          | Italia        | 2'12"72      | Q    |
| 11   | 2        | 4      | James Wilby           | Gran Bretagna | 2'12"87      | Q    |
| 12   | 2        | 2      | Greg Butler           | Gran Bretagna | 2'13"08      | Q    |
| 13   | 2        | 5      | Antoine Viquerat      | Francia       | 2'13"35      | Q    |
| 14   | 4        | 9      | David Verrasztó       | Ungheria      | 2'13"81      | Q    |
| 15   | 2        | 6      | Andrea Castello       | Italia        | 2'13"88      | Q    |
| 16   | 4        | 8      | Gábor Zombori         | Ungheria      | 2'13"93      | Q    |
| 17   | 4        | 7      | Daniel Raisanen       | Svezia        | 2'14"48      |      |
| 18   | 3        | 2      | Eoin Corby            | Irlanda       | 2'14"75      |      |
| 19   | 2        | 8      | Christoffer Haarsaker | Norvegia      | 2'14"95      |      |
| 20   | 3        | 0      | Daniils Bobrovs       | Lettonia      | 2'14"96      |      |
| 21   | 2        | 0      | David Kyzymenko       | Ucraina       | 2'15"40      |      |
| 22   | 2        | 1      | Aleksas Savickas      | Lituania      | 2'15"63      |      |
| 23   | 4        | 1      | Luka Mladenovic       | Austria       | 2'15"98      |      |
| 24   | 4        | 0      | Maksym Tkachuk        | Ucraina       | 2'16"42      |      |
| 25   | 2        | 9      | William Lulek         | Svezia        | 2'17"89      |      |
| 26   | 1        | 4      | Denis Svet            | Moldavia      | 2'18"46      |      |
| 27   | 3        | 9      | Constantin Malachi    | Romania       | 2'18"51      |      |
| 28   | 1        | 3      | Even Qarri            | Albania       | 2'34"53      |      |
| DSQ  | 3        | 6      | Christopher Rothbauer | Austria       | Squalificato |      |
| DSQ  | 3        | 7      | Savvas Thomoglou      | Grecia        | Squalificato |      |
| DNS  | 1        | 5      | Giacomo Casadei       | San Marino    | Non partito  |      |
| DNS  | 2        | 7      | Carles Coll           | Spagna        | Non partito  |      |
| DNS  | 4        | 4      | Arno Kamminga         | Paesi Bassi   | Non partito  |      |

### Semifinali

#### Semifinale 1
| Pos. | Corsia | Atleta             | Nazionalità   | Tempo   | Note |
| ---- | ------ | ------------------ | ------------- | ------- | ---- |
| 1    | 4      | Matti Mattsson     | Finlandia     | 2'09"88 | Q    |
| 2    | 2      | Luca Pizzini       | Italia        | 2'10"48 | Q    |
| 3    | 3      | Dawid Wiekiera     | Portogallo    | 2'10"60 | Q    |
| 4    | 6      | Lyubomir Epitropov | Bulgaria      | 2'12"08 |      |
| 5    | 5      | Gabriel Lopes      | Portogallo    | 2'12"37 |      |
| 6    | 1      | David Verrasztó    | Ungheria      | 2'12"64 |      |
| 7    | 7      | Greg Butler        | Gran Bretagna | 2'13"21 |      |
| 8    | 8      | Gábor Zombori      | Ungheria      | 2'13"47 |      |

#### Semifinale 2
| Pos. | Corsia | Atleta             | Nazionalità   | Tempo   | Note |
| ---- | ------ | ------------------ | ------------- | ------- | ---- |
| 1    | 3      | Andrius Šidlauskas | Lituania      | 2'10"59 | Q    |
| 2    | 1      | Antoine Viquerat   | Francia       | 2'11"14 | Q    |
| 3    | 5      | Anton Sveinn McKee | Islanda       | 2'11"47 | Q    |
| 4    | 4      | Matěj Zábojník     | Rep. Ceca     | 2'11"48 | Q    |
| 5    | 7      | James Wilby        | Gran Bretagna | 2'11"73 | Q    |
| 6    | 2      | Maksym Ovchinnikov | Ucraina       | 2'12"62 |      |
| 7    | 6      | Darragh Greene     | Irlanda       | 2'12"73 |      |
| 8    | 8      | Andrea Castello    | Italia        | 2'13"57 |      |

### Finale
| Pos. | Corsia | Atleta             | Nazionalità   | Tempo   | Note |
| ---- | ------ | ------------------ | ------------- | ------- | ---- |
|      | 8      | James Wilby        | Gran Bretagna | 2'08"96 |      |
|      | 4      | Matti Mattsson     | Finlandia     | 2'09"40 |      |
|      | 5      | Luca Pizzini       | Italia        | 2'09"97 |      |
| 4    | 6      | Dawid Wiekiera     | Polonia       | 2'10"27 |      |
| 5    | 3      | Andrius Šidlauskas | Lituania      | 2'10"45 |      |
| 6    | 7      | Anton Sveinn McKee | Islanda       | 2'10"96 |      |
| 7    | 2      | Antoine Viquerat   | Francia       | 2'11"14 |      |
| 8    | 1      | Matěj Zábojník     | Rep. Ceca     | 2'12"27 |      |